# Thành phố dưới tán cây chanh
Thành phố dưới tán cây chanh (tiếng Latvia: Pilsēta zem liepām, tiếng Nga: Город под липами/Эпизоды героической обороны) là một bộ phim khai thác đề tài cuộc Chiến tranh Vệ quốc vĩ đại của đạo diễn Aloizas Brenčas.